# Воєвідка Лев
Воєві́дка Лев (1864 — 1934) — лікар і громадський діяч Кіцманеччини, один з піонерів організованого громадського життя на Буковині. Батько доктора медицини, головного лікаря Коша УСС, лікаря Корпусу Січових Стрільців Костя Воєвідки (проживали у Празі).
Близько 40 років провадив лікарську практику в Кіцмані. Був одним із засновників та членів Українського лікарського товариства у Львові.